# Soft Kitty

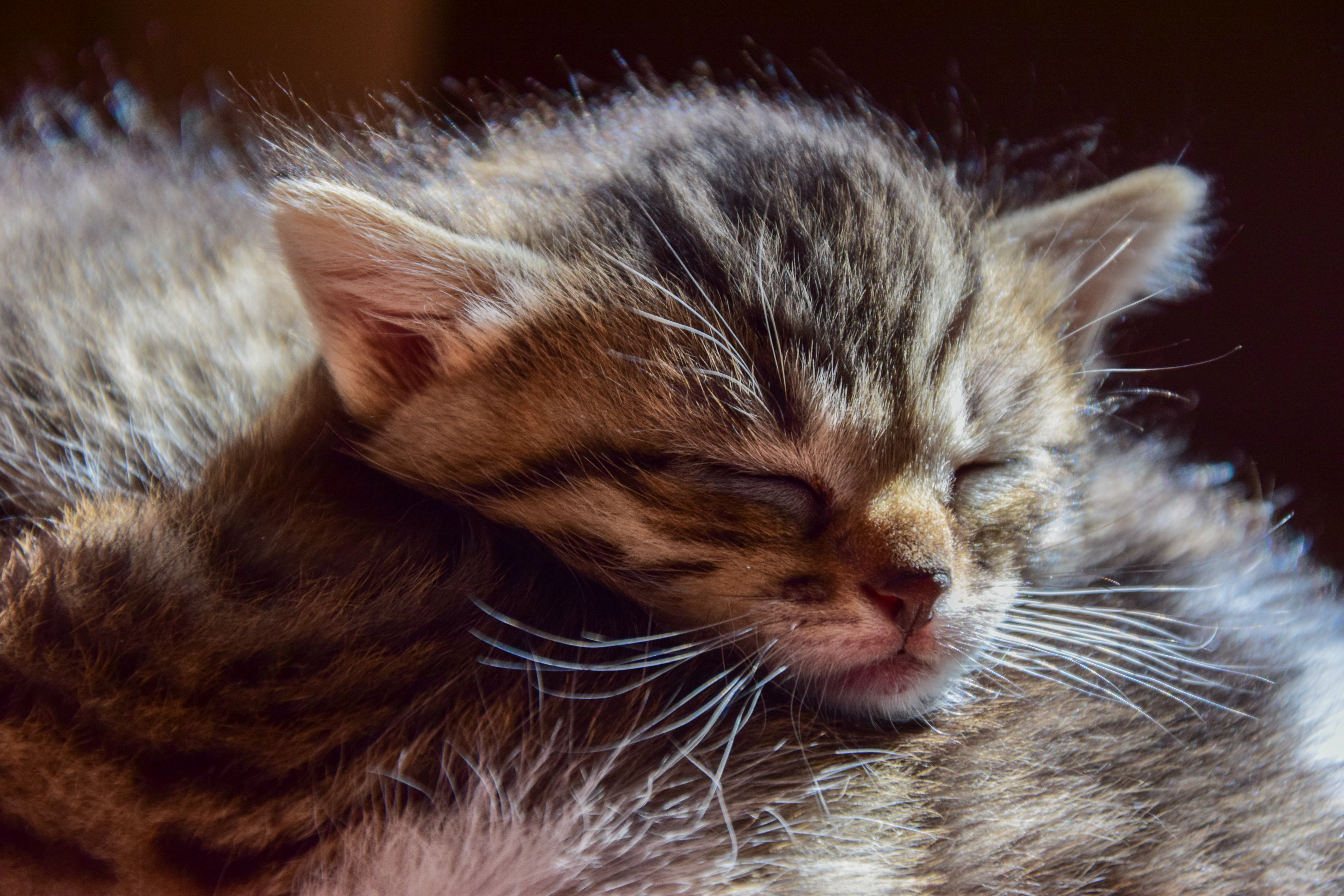
Hebké spící kotě

Soft Kitty (česky Hebké kotě) je dětská píseň popularizovaná postavami Sheldon a Penny v americkém sitcomu Teorie velkého třesku a která jinde může být interpretována jako Warm Kitty. Podle tvrzení v autorskoprávní žalobě byl text k písni Warm Kitty napsán Edith Newlinovou. 
V seriálu Teorie velkého třesku je píseň popsána Sheldonem, jako píseň zpívaná jeho matkou, když byl nemocný. Scéna zachycující původ písně v Sheldonově dětství je zobrazena v seriálu Mladý Sheldon, který je prequelem Teorie velkého třesku. Premiéra proběhla 1. února 2018 a ukazuje Sheldonovu matku Mary zpívající píseň svému synovi, který trpí chřipkou.
Verze písně byla vydána australským dětským umělcem Patsy Biscoe a v dětském pořadu ABC Play School, který předcházel Teorii velkého třesku a má obrácený text, v pořadí: „Warm kitty, soft kitty"

## Žaloba za porušení autorských práv
V prosinci 2015 dědici Edith Newlinové podali žalobu proti různým společnostem spojenými s Teorii velkého třesku, přičemž tvrdili, že slova a hudba k písni se objevila v knize Písně pro mateřskou školu vydanou v roce 1937 nakladatelství Willis Music, na základě básně Newlinové;   copyright knihy byl obnoven v roce 1964.
Na druhou stranu žaloba Newlinových dcer tvrdila, že vlastní autorská práva. Dále tvrdili, že neautorizovali použití textů, že Willis Music neměla povolení povolit ostatním používat texty, a že texty byly použity nejen v televizních seriálech, ale na různých druzích reklamních předmětů bez řádného povolení.  
Dne 27. března 2017 soudce okresního soudu USA Naomi Reice Buchwald žalobu zamítl, přičemž se domníval, že žalobci neprokázali, že vlastnili autorská práva k textům své matky. Při použití ustanovení § 24 autorského zákona z roku 1909, které Buchwald charakterizoval jako „stěží model jasnosti“, soud zjistil, že obnovení copyrightu Willis Music v roce 1964 neobnovilo znovu autorská práva Newlinové na skladbu „Warm Kitty“.  